# Демократическо-республиканская партия
Демократическо-республиканская партия (Джефферсоновские республиканцы) (англ. Democratic-Republican Party, Jeffersonian Republicans) — политическая партия США, существовавшая в 1792—1825 годах. Партия была основана около 1792 года Томасом Джефферсоном и Джеймсом Мэдисоном из неофициальной оппозиционной группы, известной как Анти-административная партия, выступавшей против Федералистской партии Александра Гамильтона. Джефферсоновские республиканцы стали постепенно доминирующей политической силой в Соединённых Штатах. В 1820-х годах после заката федералистов партийная дисциплина потеряла свою актуальность и джефферсонианцы распались на несколько фракций, одна из которых дала начало Национальной республиканской партии, а другая — современной Демократической партии.

## Образование партии
Джеймс Мэдисон положил начало партии как Республиканской среди конгрессменов в Филадельфии, бывшей столицей США в то время. После этого он с Томасом Джефферсоном и другими политиками смогли привлечь в партию лидеров штатов и местных активистов, в особенности в штате Нью-Йорк и в южных штатах. Образованная партия через свои газеты начала усиленную критику политики Гамильтона, апеллируя к фермерам, выступая за строгое соблюдение Конституции, нейтралитет по отношению к европейским державам и более полномочные правительства штатов, чем предлагали федералисты.

## Представительство в Конгрессе
Хотя в начале становления партийной системы было сложно оценить принадлежность многих конгрессменов к той или иной партии, историки применяют статистический анализ для разбивки Конгресса по партиям. После 1796 года такая неопределённость снижается.
|                       | Год выборов |      |      |      |      |      |      |      |      |      |
| Палата представителей | 1788        | 1790 | 1792 | 1794 | 1796 | 1798 | 1800 | 1802 | 1804 | 1806 |
| Федералисты           | 37          | 39   | 51   | 47   | 57   | 60   | 38   | 39   | 25   | 24   |
| Джефферсонианцы       | 28          | 30   | 54   | 59   | 49   | 46   | 65   | 103  | 116  | 118  |
| % джефферсонианцев    | 43 %        | 43 % | 51 % | 56 % | 46 % | 43 % | 63 % | 73 % | 82 % | 83 % |
| Сенат                 |             |      |      |      |      |      |      |      |      |      |
| Федералисты           | 18          | 16   | 16   | 21   | 22   | 22   | 15   | 9    | 7    | 6    |
| Джефферсонианцы       | 8           | 13   | 14   | 11   | 10   | 10   | 17   | 25   | 17   | 28   |
| % джефферсонианцев    | 31 %        | 45 % | 47 % | 34 % | 31 % | 31 % | 53 % | 74 % | 71 % | 82 % |

Источник: Kenneth C. Martis, The Historical Atlas of Political Parties in the United States Congress, 1789—1989 (1989).